# Batalla de Portada de Guías
La batalla de Portada de Guías, llamada también batalla de Guía o de Piñonate, fue un enfrentamiento que se libró el día 21 de agosto de 1838 entre las fuerzas chileno-peruanas que conformaban Ejército Unido Restaurador, y las fuerzas peruanas que nominalmente servían todavía a la Confederación Perú-Boliviana, pero cuyos jefes en realidad habían decidido expulsar tanto a los invasores chilenos como a los bolivianos. 
Comandaba las fuerzas restauradoras el general chileno Manuel Bulnes y las fuerzas peruanas el mariscal Luis José de Orbegoso, quien era a la vez presidente del Estado Nor-Peruano. Se libró en las afueras de Lima, frente a la Portada de Guías, una de las puertas de la antigua ciudad amurallada, situada en el actual cruce de las avenidas Túpac Amaru y Caquetá. Su resultado fue la derrota de las fuerzas nor-peruanas, debido a la superioridad numérica de sus adversarios.

## Antecedentes
La Segunda Expedición Restauradora, integrada por fuerzas peruanas y chilenas aliadas con el propósito de acabar con la Confederación Perú-Boliviana, estaba compuesta por 5.400 hombres al mando del general chileno Manuel Bulnes. Lo acompañaban Agustín Gamarra, Manuel Ignacio de Vivanco, Felipe Pardo y Aliaga, Manuel de Mendiburu, entre otros desterrados peruanos que se proponían la restauración de la situación política anterior del Perú.
El Supremo Protector de la Confederación, Andrés de Santa Cruz, se hallaba dirigiendo la mayor parte del ejército Confederado en el sur del Perú. Sólo una división, que debía operar en combinación con las tropas del Estado Nor-Peruano, permanecía cerca de Lima. El presidente del dicho estado, el mariscal Luis de Orbegoso, por instigación del general Domingo Nieto se alzó contra Santa Cruz y declaró disuelta la Confederación, entrando luego en conversaciones con Bulnes sobre una posible alianza contra Santa Cruz. Pero ambos jefes se desconfiaban mutuamente y deseaban en realidad ganar tiempo: Orbegoso quería mejorar su situación militar, mientras que Bulnes deseaba dar descanso a sus tropas fatigadas por la larga travesía desde Valparaíso. Finalmente, alegando el vandalismo al que se habían entregado los chilenos, el secretario de Orbegoso declaró rotas las negociaciones. De acuerdo a esos antecedentes, Manuel Bulnes resolvió desembarcar en Ancón, al norte de Lima, el 7 y 8 de agosto de 1838. Esto con el fin de cortar la línea enemiga.
Según los agentes chilenos que volvieron de las negociaciones, las fuerzas peruanas ascendían el 11 de julio a 4.136 hombres, distribuidos así: 2.036 en Lima, 900 en el Callao y 1.200 en Pativilca.
Un grupo de peruanos, encabezados por Vivanco y Pardo, se separaron del ejército restaurador, aduciendo que habían venido a combatir a Santa Cruz y a los bolivianos, mas no a los peruanos.
Orbegoso y su general Domingo Nieto acordaron resistir en Lima. A ellos se les sumó el general Juan Francisco de Vidal que llegó de Huaraz al mando de una columna. Encarnaban todos ellos un sentimiento peruanista puro, pues se proponían expulsar tanto a los chilenos como a los bolivianos.

## Las posiciones peruanas en Aznapuquio
En conocimiento del arribo chileno, el general Orbegoso concentró sus fuerzas en Chancay para la defensa de la capital. Mientras los restauradores iniciaban su avance hacia Lima. 
En tanto, el general Domingo Nieto se había situado en una buena posición defensiva, en Chacra Cerro, a un cuarto de legua del Valle de Copacabana (lugar que los restauradores ocupaban para empezar la marcha a Lima) con un total aproximado de 3.200 hombres. Al notarlo, el general Bulnes desfiló por la derecha y pasó al reposo en la hacienda de Collique. Nieto se desplazó hacia el sur, hacia la posición de Aznapuquio, utilizada por los realistas en 1821. Bulnes, ante esto, concibió salir de Collique a las 11 de la mañana del día 16 de agosto y desplegó sus fuerzas delante de las posiciones nor-peruanas, poniendo todo de su parte para que Nieto lo atacara. Al cabo de 45 minutos continuó su marcha hacia el Naranjal.

## Movimientos de Bulnes preliminares a la batalla
Por la tarde del día 18 de agosto el jefe chileno estableció su cuartel general en La Legua, entre Lima y el Callao y allí permaneció los días 19 y 20. 
Por los informes que obtenía de la escuadra que bloqueaba el puerto del Callao y un reconocimiento realizado, Bulnes fue informado de que tanto Lima como el Callao estaban casi desguarnecidas por lo que contaba con la posibilidad de ocupar ambas ciudades sin combatir. Mas como tenía al norte a las fuerzas del general Nieto (en Aznapuquio) no lo hizo, puesto que tendría que haber dividido sus fuerzas para ocupar las ciudades y enfrentar a Nieto.
Al mediodía del 21 de agosto, por orden de Bulnes, los restauradores avanzaron hasta el fundo Palao puesto que este quería evitar el choque directo con las posiciones de Orbegozo. A las tres de la tarde las fuerzas restauradoras, más una mitad de flanqueadores y dos compañías al mando de los generales Ramón Castilla y Remigio Deustua (padre del filósofo peruano Alejandro Deustua) hicieron alto frente a la Portada de Guías. El ejército restaurador apoyaba su derecha en el río Rímac y su izquierda en el cerro Amancaes.

## Movimientos peruanos preliminares a la batalla
El 18 de agosto de 1838 los restauradores ocuparon la chacra de Concha y extendieron sus líneas hasta La Magdalena, por lo que fue necesario guarnecer las portadas limeñas de Juan Simón y Guadalupe, mientras que la portada del Callao se hallaba defendida por Nieto y la de Monserrate por Vidal. Orbegoso se situó en el jardín de Gamboa. Las azoteas próximas a las murallas se atestaron de curiosos, que deseaban ver a los invasores.
El general Orbegoso, que había acudido a los alrededores de Lima desde la posición de Nieto, reunió en seguida sus fuerzas, las cuales fueron distribuidas en la amplia carretera que une La Legua con la portada del Callao. 
En una sola línea de derecha a izquierda se encontraban los batallones 2º de Ayacucho, Legión y N.º 4. Los Húsares de Junín se ubicaban detrás y en las alas del batallón Legión. El puente principal de Lima fue ocupada por 200 hombres del batallón Serenos, que se ocultaron en los techos de las casas y en el arco ornamental que existía sobre el puente. Al otro lado del río y en parte de las antiguas murallas de la ciudad, a la altura de Monserrate, se situó el batallón 1º de Ayacucho, bajo el mando del general Domingo Nieto. Las alturas de la derecha fueron ocupadas por una compañía de granaderos. Y el puente de piedra quedó defendido por tres piezas de artillería, una compañía y un grupo de vecinos armados.
El general peruano, al enterarse de que el ejército restaurador se acercaba a la Portada de Guías, se trasladó hacia allí y ordenó a sus fuerzas que salieran a tomar posiciones. Orbegoso y sus oficiales habían acordado días antes no librar batalla a campo abierto y limitarse a defender la ciudad, pues era abrumador el número del enemigo. Pero tal acuerdo no se llegó a cumplir y se trabó el combate de manera improvisada, sin planificación alguna. Según una afirmación que hizo Nieto, Orbegoso fue empujado a librar el combate por obra de los santacrucistas que lo rodeaban.

## Fuerzas enfrentadas
Las fuerzas de ambos bandos presentes en la batalla eran las siguientes:
| Ejército de los Restauradores | Ejército del Estado Nor-Peruano |
| General en Jefe: Manuel Bulnes Vanguardia (General Antonio G. de la Fuente) 1 Columna de Cazadores Escuadrón de Cazadores Escuadrón de Lanceros 1.ª División (General José María de la Cruz) Batallón Carampangue Batallón Valparaíso Batallón Colchagua Batallón Portales Escuadrón de Granaderos 2 Piezas de Artillería 2.ª División de Reserva (Coronel Pedro Godoy) Batallón Valdivia Batallón Santiago Batallón Aconcagua Escuadrón de Carabineros de la Frontera 2 Piezas de Artillería | General en Jefe: Luis José de Orbegoso 1 Columna de Cazadores Cuerpo de Tiradores Serenos Batallón 1.º Ayacucho Batallón 2.º Ayacucho Batallón Legión Peruana Batallón Nº 4 1 Compañía de Granaderos Regimiento Húsares de Junín Escuadrón de Dragones de Policía 4 Piezas de Artillería |

## La batalla

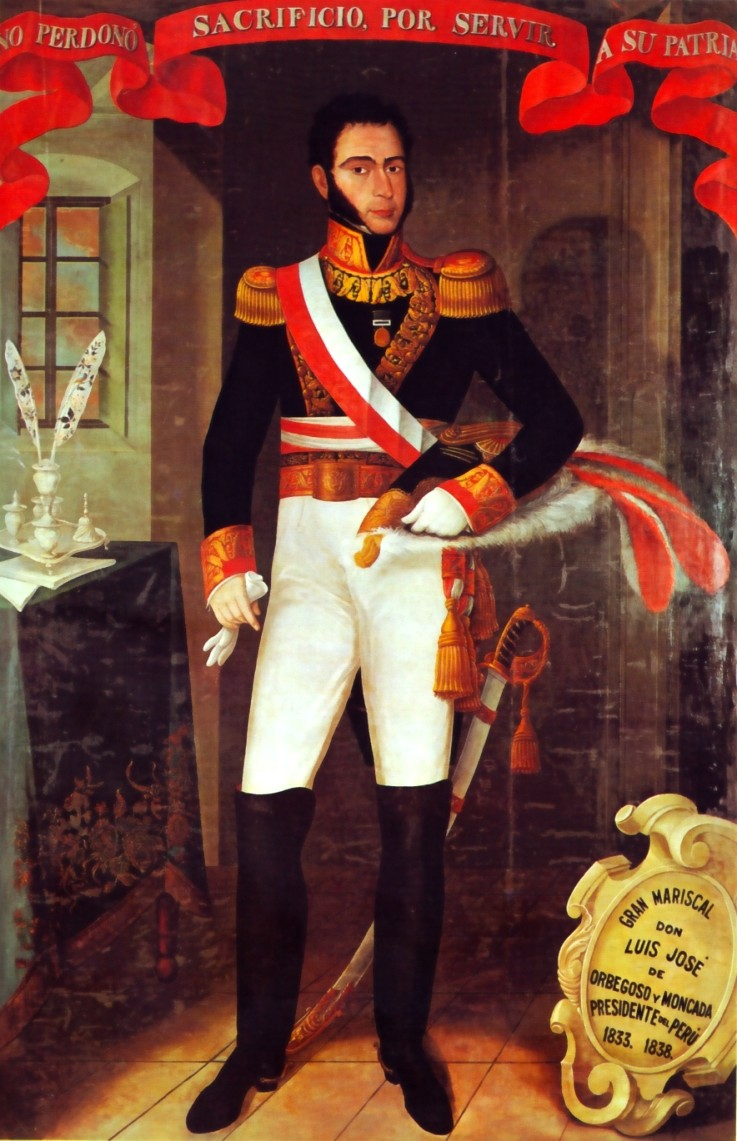
Mariscal Luis José de Orbegoso.

El 21 de agosto, el general Orbegoso había ordenado a sus soldados ocultarse detrás de árboles, terrenos accidentados y edificios. Envió, además, 500 jinetes con la orden de amargar sobre las fuerzas restauradoras. 

A las 02:30 de la tarde, tras haber cruzado un largo desfiladero, la vanguardia restauradora precedida de 25 cazadores a caballo y comandada por el general Ramón Castilla alcanzó una zona pedregosa cuando se vieron atacados por las guerrillas enemigas. Con el contraataque de los escuadrones de Lanceros y de Cazadores, los restauradores lograron proseguir su avance hasta la portada de Guías pero al cabo de hora y media de lucha, se quedaron sin municiones. En esos momentos reciben el refuerzo de la 1° División restauradora cuyos batallones Carampangue y Colchagua, con el apoyo de 2 piezas de artillería, cargaron al centro de la línea nor-peruana. La lucha fue de una violencia extraordinaria, puesto que las tropas restauradoras sentían el fuego por el frente, por los flancos y desde los edificios de los alrededores, manteniéndose esta situación por un buen tiempo.

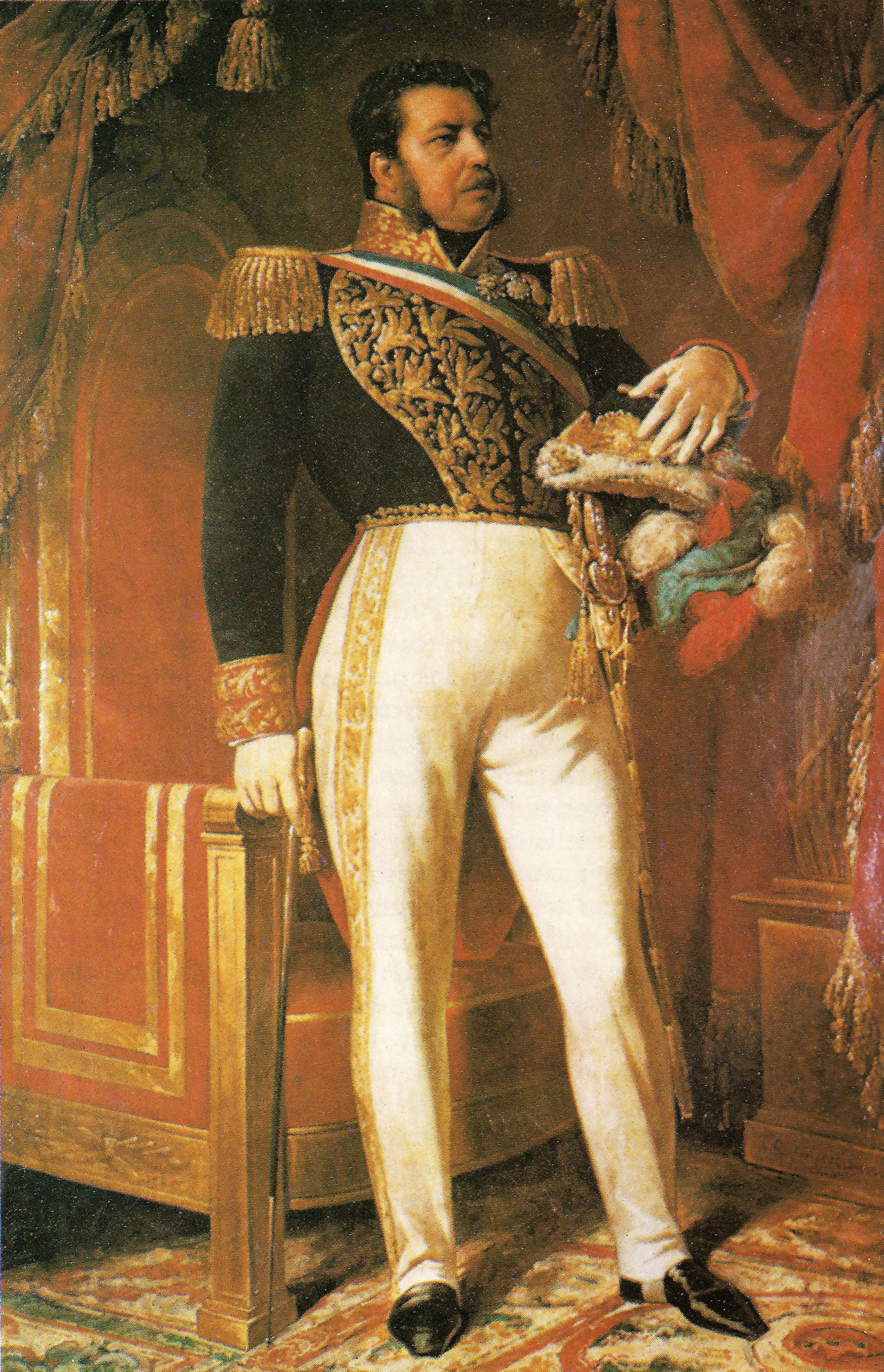
El general Manuel Bulnes, jefe del ejército restaurador.

Ya al casi anochecer la situación continuaba indecisa, por lo que el general Bulnes dispuso que los batallones Portales y Valparaíso se adelantaran por el costado derecho y que una compañía del Carampangue coronase una altura a la izquierda, a fin de quebrantar la resistencia nor-peruana. Ante esto, el general Orbegoso ordenó a su caballería que cargara, pero todos sus intentos fallaron por lo que esta se dispersó en retirada hacia Lima. Este abandono de la caballería afectó la moral de los defensores peruanos que rápidamente comenzaron a ceder el terreno, replegándose al puente de piedra de Lima. Durante el combate, el coronel peruano Javier Panizo y Ramírez defendió el puente tendido sobre el Rímac y sufrió un impacto de bala.   
Al finalizar el día el ejército restaurador se desplazaba a la plaza mayor donde se encontraba el general Domingo Nieto con el batallón Ayacucho. Con miras a impedir que se rehicieran o retiraran, Bulnes ordenó al coronel Pedro Godoy que, forzando el puente que une a Malambo con Lima, los persiguiera con la II División con la que se da una carga masiva a bayoneta logrando a las 08:30 ocupar la Plaza Mayor de Lima.
El general Nieto, viendo la batalla perdida, se retiró a la fortaleza del Real Felipe con los restos de sus tropas; por su parte, el general Orbegoso se ocultó en la ciudad; y en cuanto a Vidal, quien se encontraba herido, se retiró de la batalla y retornó a Huaraz. Las fuerzas peruanas restantes se dispersaron. 
Según fuentes chilenas, las bajas de las fuerzas de Orbegoso fueron alrededor de 1000 hombres, entre muertos, heridos y prisioneros. Las bajas restauradoras fueron de 40 muertos y 141 heridos.
La historiografía peruana narra que, luego de la batalla, la ciudad fue sometida al pillaje y al incendio; mientras en el campo de batalla se “repasaron” (ultimaron) a los heridos, lo que explicaría el gran número de muertos y la poca cantidad de heridos en el bando peruano. Entre las víctimas se contaron hasta mujeres y niños, cuyos cadáveres fueron recogidos al día siguiente.

## Consecuencias
La ocupación de Lima permitió que se restableciera la vigencia de la Constitución peruana de 1834 y la elección del Gran Mariscal Agustín Gamarra como presidente provisional del Perú por decisión de una reunión de vecinos en un Cabildo Abierto, el día 24 de agosto de 1838.
Junto con ello se inició la organización de un ejército peruano llamando a los vencidos de Guías para unirse a los restauradores, lo cual no fructificó. De igual manera, en los primeros días de septiembre el coronel Juan Crisóstomo Torrico, encargado de organizar la Legión Peruana, y el coronel Frisancho, de los Cazadores del Perú, solo lograron reclutar a apenas 500 hombres, distribuidos en 4 compañías. Esto se debió a que en la zona, la mayoría de los hombres eran adeptos al general Orbegoso o al protector Andrés de Santa Cruz. Debido a esos hechos Ramón Castilla se dirigió a Chancay y el general Antonio Gutiérrez de la Fuente se embarcó en Chorrillos con rumbo al departamento de La Libertad para reclutar hombres para el ejército pero no lo lograron. Eso si, los departamentos de La Libertad y Huaylas se pronunciaron a favor de Gamarra.
En cuanto al ejército de Orbegoso, varios de los dispersos de la batalla de Guías se refugiarían en la fortaleza del Callao, otros escaparían a los alrededores de Lima para formar guerrillas para enfrentar a los restauradores. 
Respecto a sus jefes, El general Francisco Vidal sería proclamado jefe supremo en Huaraz, pero luego de un acuerdo con Gamarra pasó a formar parte de las fuerzas restauradoras. Por su lado, el general Nieto logró dirigirse desde el Callao a Supe con la esperanza de reunir un nuevo ejército para enfrentarse a los restauradores. Orbegoso luego de estar oculto unos días en Lima se dirigió disfrazado al Callao, a la fortaleza chalaca, donde decidió enfrentar a los restauradores.
Ahora, Bulnes y Gamarra tendrían que hacer frente, entretanto, a tres problemas de difícil solución: El sitio del Callao, la lucha contra las guerrillas de los alrededores de la capital y el aumento del ejército con la formación de unidades peruanas.
Mientras tanto el protector Andrés de Santa Cruz se preparaba para mover su ejército para atacar con sus fuerzas Lima, ocupada por los restauradores.